# 免訴
免訴（めんそ）とは、日本における刑事裁判において、公訴権の消滅を理由に有罪・無罪の判断をせずに裁判を打ち切ること、またはその旨の判決を裁判所が言い渡すことをいう。
訴訟条件が備わっていないと裁判所はその事由に応じて、管轄違い(329条以下）、公訴棄却（338条、339条）、免訴（337条）という形式裁判で手続を打ち切ることになる。免訴は訴訟条件が欠けている類型の1つであり、刑事訴訟法は337条において以下の事由を免訴事由に挙げており、これは、旧刑事訴訟法の免訴事由を踏襲したものである。

## 免訴事由
- 確定判決を受けている（337条1号）。 - これは「二重の危険」を避けることが理由である。
- 犯罪後に該当する法律及びその罰則規定、ならびに刑が廃止されている（337条2号）。
- 大赦があった（337条3号）。
- 公訴時効が完成している（337条4号）。

## 免訴の性質
免訴判決が実体判決か否かには議論があるが、形式判決と見ても一事不再理の効力があるとされる。
免訴判決が出た場合でも、控訴・上告・抗告は認められている。免訴判決に対して被告人側から、控訴・上告できるかについては学説上争いがある。有力説は免訴よりも無罪判決の方が被告人にとっては刑事補償などの点でより有利であるから、上訴の利益はあるとしてこれを認めるが、最高裁判例（プラカード事件上告審判決）はこれを否定している。
なお、免訴でも無罪と推定される場合は刑事補償を受けることができる（刑事補償法第25条）。

## 免訴判決の例
- プラカード事件
- 平和のこえ事件
- 団規令事件
- 高田事件
- 名古屋少年匕首殺害事件
- 横浜事件
- 明石花火大会歩道橋事故（一部有罪判決あり）